# Мостовской район
Мостовской район — административно-территориальная единица в составе Челябинской и Курганской областей, существовавшая в 1935—1963 годах. Центром района до 1949 года было село Мостовское, а с 1949 — село Марайское (в 1958 году переименовано в Мостовское).

## История
Постановлением ВЦИК от 18 января 1935 года образован Мостовской район в составе Челябинской области. В район вошло 22 сельсовета. Из Мокроусовского района переданы Барнаульский, Беловский, Большепесьяновский, Верхнесуерский, Дмитриевский, Дураковский, Заложинский, Кругловский, Крутихинский, Лапушинский, Малопесьяновский, Марайский, Михайловский, Молотовский, Мостовской, Новотроицкий, Ошурковский, Просековский, Серёдкинский и Сунгуровский сельсоветы; из Белозерского района — Шастовский и Шмаковский сельсоветы.
Постановлением Президиума Мостовского райисполкома от 20 июля 1935 года образован Уральский сельсовет.
Постановлением Президиума Челябинского облисполкома от 12 марта 1936 года упразднён Большепесьяновский сельсовет.
Указом Президиума Верховного Совета РСФСР от 27 декабря 1939 года Беловский, Дураковский, Лапушинский, Малопесьяновский и Сунгуровский сельсоветы переданы в Мокроусовский район.
По данным на 1 апреля 1940 года в состав района входили 17 сельсоветов: Барнаульский, Верхнесуерский, Дмитриевский, Заложинский, Кругловский, Крутихинский, Марайский, Михайловский, Молотовский, Мостовской, Новотроицкий, Ошурковский, Просековский, Середкинский, Уральский, Шастовский и Шмаковский.
Указом Президиума Верховного Совета СССР от 6 февраля 1943 года Мостовской район включён в состав вновь образованной Курганской области.
Решением Курганского облисполкома № 166 от 8 апреля 1949 года центр района был перенесён в село Марайское.
Указом Президиума Верховного Совета РСФСР от 14 июня 1954 года были объединены:
Шастовский и Шмаковский сельсоветы в один — Шастовский
Крутихинский, Ошурковский и Просековский сельсоветы в один — Ошурковский
Михайловский и Новотроицкий сельсоветы в один — Новотроицкий
Дмитриевский и Мостовской сельсоветы в один — Мостовской
Заложинский, Марайский и Молотовский сельсоветы в один — Марайский
Решением Курганского облисполкома № 407 от 16 июля 1954 года перечислены:
п. Раздолье и д. Щукина из Ошурковского сельсовета в состав Верхнесуерского сельсовета.
д. Убиённое из Уральского сельсовета в состав Шастовского сельсовета.
Решением Курганского облисполкома № 185 от 26 апреля 1956 года центр Уральского сельсовета был перенесён из с. Урал в село Россия-Молотово; из Марайского сельсовета перечислены в Уральский сельсовет д. Б. Молотово, д. М. Молотово, с. Р. Молотово, д. Нюхалово.
Указом Президиума Верховного Совета РСФСР от 14 июня 1956 года были объединены Барнаульский и Марайский сельсоветы в один — Марайский.
Решением Курганского облисполкома № 228 от 4 июня 1958 года упразднены Кругловский и Середкинский сельсоветы, образован Просековский сельсовет.
Указом Президиума Верховного Совета РСФСР от 31 июля 1958 года центр района село Марайское было переименовано в Мостовское; при этом село Мостовское было переименовано в Малое Мостовское. Переименованы были и сельсоветы.
Решением Курганского облисполкома № 487 от 12 ноября 1959 года из Маломостовского сельсовета в Новотроицкий сельсовет перечислены: д. Баженова, д. Богданова, д. Дмитриевка.
Указом Президиума Верховного Совета РСФСР от 1 февраля 1963 года Мостовский район был упразднён, а его территория передана в укрупнённый Варгашинский сельский район.